# HOT HEARTS
『HOT HEARTS』（ホット・ハーツ）は、ゲーム『キラ☆キラ 〜Rock'n'RollShow〜』に登場する架空のバンド・第二文芸部の4枚目のアルバムである。2009年3月25日にLantisから発売された。

## 概要
『キラ☆キラ』のコンシューマー向けゲーム作品『キラ☆キラ 〜Rock'n'RollShow〜』用に書き下ろした新曲を収録したアルバムとなっている。ゲーム作品が一通り完結したため、今作品が事実上のラストアルバムとなる。
タイトル名の由来は作中に登場するキーワード「熱いハート」から。
第二文芸部以外に「STAR GENERATION」と「HAPPY CYCLE MANIA」の曲が1曲ずつ収録されている。

## スタッフ
- プロデューサー：斎藤滋（ランティス）
- 原画：藤丸、√666（OVERDRIVE）
- プロモーター：松村起代子、鈴木めぐみ、岩下由希、渡邉泰仁（全てランティス）
- エグゼクティブスーパーバイザー：伊藤善之（ランティス）
- エグゼクティブプロデューサー：井上俊次（ランティス）

## 収録曲
1. Fever Show Time
  - 作詞・作曲・編曲・歌：STAR GENERATION
  - 挿入歌
2. Go-Go-Adventure!
  - 歌・作詞・作曲・編曲：第二文芸部
  - オープニングテーマ
3. 世界にジャンピングスマッシュキーーック!!
  - 歌・作詞・作曲・編曲：第二文芸部
  - 挿入歌
4. O.H.B.I
  - 歌・作詞・作曲・編曲：第二文芸部
  - 挿入歌
5. 君叶い給え
  - 歌・作詞・作曲・編曲：第二文芸部
  - 挿入歌
6. Just Way You Are
  - 歌・作詞・作曲・編曲：第二文芸部
  - 椎野きらりエンディングテーマ
7. 絆
  - 歌・作詞・作曲・編曲：第二文芸部
  - 樫原紗理奈エンディングテーマ
8. Breathe Breez
  - 歌・作詞・作曲・編曲：第二文芸部
  - 石動千絵エンディングテーマ
9. LIFE=LOVE=LIVE
  - 歌・作詞・作曲・編曲：第二文芸部
  - 挿入歌
10. 花
  - 歌・作詞・作曲・編曲：HAPPY CYCLE MANIA
  - 椎野きらりエンディングテーマ
11. 世界にジャンピングスマッシュキーーック!! 〜欧美祭Live Ver〜
  - 歌・作詞・作曲・編曲：第二文芸部
  - 挿入歌
  - 作中のライブ演奏時の曲であることから、3曲目のギターのユニゾンを除いたものになっている。
12. 君叶い給え 〜大阪Live Ver〜
  - 歌・作詞・作曲・編曲：第二文芸部
  - 挿入歌
  - 作中のライブ演奏時の曲であることから、5曲目のギターのユニゾンを除いたものになっている。